# Werner Wachsmuth (Schauspieler)
Werner Wachsmuth (* 1940; † 1977 in Saarbrücken) war ein deutscher Schauspieler, Hörspielsprecher und Winnetou-Darsteller.

## Leben und Wirken
Werner Wachsmuth wirkte 1963 als Hörspielsprecher in vier Hörspiel-Produktionen des Bayerischen Rundfunks mit:
- als 2. Gast in Carl Laufs, Wilhelm Jacoby: Pension Schöller (Regie: Heinz-Günter Stamm)[1]
- als Student in Georg Wolfgang Pfeifer: Anruf (Regie: Paul Pörtner)[2]
- als Polizist in Arthur Conan Doyle: Der Mann mit der Hasenscharte (Regie: Heinz-Günter Stamm)[3]
- als Franz Kolthoff, Gymnasiast, in Friedrich Forster (alias: Waldfried Burggraf): Der Graue (Regie: Heinz-Günter Stamm)[4]

Wachsmuth stieg 1971 bei den Karl-May-Spielen in Bad Segeberg nach Heinz Ingo Hilgers für ein Jahr als Interims-Winnetou ein. Auch 1972 war er im Kalkbergstadion wieder mit dabei, allerdings in der Nicht-Wildwest-Inszenierung In den Schluchten des Balkan.
Wachsmuth arbeitete anschließend als Theaterschauspieler in Detmold und in Saarbrücken. Deutlich vor seiner Zeit starb er 1977 in Saarbrücken – mit 37.